# Batalla de Mendaza
La batalla de Mendaza fou una de les batalles de la primera guerra carlina.

## Antecedents
La rebel·lió va esclatar després de la convocatòria de les Corts el 20 de juny de 1833 quan el pretendent dom Carles, refugiat a Portugal es va negar a jurar lleialtat a Maria Cristina de Borbó-Dues Sicílies i l'1 d'octubre, recolzat per Miquel I de Portugal va reclamar el seu dret al tron. La revolta no va tenir el suport de l'exèrcit i la guerra començà el 6 d'octubre quan el general Santos Ladron de Cegama va prendre Logronyo, passant a Navarra per unir-se amb els revoltats, sent capturat a la batalla de Los Arcos i afusellat als pocs dies. A Catalunya, la rebel·lió de Josep Galceran a Prats de Lluçanès el 5 d'octubre va ser sufocada pel capità general Llauder.
La presència carlina quedà afeblida amb la campanya del liberal Pedro Sarsfield i Tomás de Zumalacárregui va assumir la direcció dels contingents navarresos el 15 de novembre, i dels bascos tres setmanes després, reactivant la rebel·lió al nord, organitzant l'exèrcit carlí. El 27 de gener de 1834 Zumalacárregui va capturar la Real Fábrica de Armas de Orbaiceta amb les armes preses va fer diversos atacs, provocant la substitució del general Valdés per Vicente Genaro de Quesada, qui va començar les represalies.
L'exèrcit liberal de José Ramón Rodil va tractar de destruir l'exèrcit de Zumalacárregui i arrestar Carles Maria Isidre de Borbó però després d'una desastrosa campanya es va veure obligat a renunciar al comandament per Manuel Lorenzo. Les tropes isabelines de Navarra no van ser capaces de contenir l'exèrcit de Zumalacárregui, qui es va acostar a l'Ebre amb la intenció d'atacar Ezcaray, amb importants fàbriques roba de cotó, que serviria per crear uniformes d'hivern per les seves tropes, i els seus exploradors van saber que un comboi d'armes aniria de Burgos a Logronyo pel camí real.
Els isabelins perderen dos mil homes a l'acció de Dulantzi i l'acció d'Etxabarri, dels quals molts acabarien en les files carlines. Les comunicacions amb Bilbao, Sant Sebastià i Pamplona quedaren tallades, la moral dels carlins era molt alta, i Tomás de Zumalacárregui va decidir lluitar contra els liberals en una batalla formal, concentrant les seves forces en la part inferior de la vall de la Berrueza, entre Mendaza i Asarta mentre les forces de Luis Fernández de Córdoba estaven estacionades fora d'aquesta vall a Los Arcos, amb la intenció de derrotar-les i marxar sobre Madrid.

## Batalla
Tomás de Zumalacárregui va intentar un pla de batalla similar al d'Hanníbal Barca a la batalla de Cannes portar a l'enemic a un lloc on les pròpies estiguessin disposades en un gran arc en el que la infanteria carlina, posicionada en els flancs als boscos d'alzines a la muntanya de Dos Hermanas envoltaria el cos principal de la infanteria liberal, però el líder liberal de l'avantguarda, Marcelino de Oraá, familiaritzat amb el terreny, el 12 de desembre de 1834 va reconèixer el parany potencial i van marxar cap a Mendaza en lloc de travessar la vall. Els carlins, sorpresos per la maniobra i sense experiència en el camp de batalla, van ser empesos enrere i es van retirar, refugiant-se en les muntanyes.

## Conseqüències
Els carlins es van replegar al barranc de Santa Cruz, on van dirigir-se al seu encontre els liberals, però foren rebutjats el 17 de desembre, però la temptativa sobre Madrid quedà avortada.